# Svensk Filmdatabas
Svensk Filmdatabas er Svenska Filminstitutets internetdatabase for svensk film. Den indeholder information og produktionsfakta om svenske filmproduktioner (selv kortfilm) fra 1897 og derefter samt udenlandske film som har haft svensk biografpremiere. Den giver endda en hel del biografier over skuespillere, instruktører, producenter med mere, som har medvirket i svenske film gennem årene. Svensk Filmdatabas er skabt med støtte af Riksbankens Jubileumsfond.
Siden kan beskrives som et svensk modstykke til Internet Movie Database når det gælder søgemotor og faktaoplysninger, men alligevel mangler formen helt af en netmødeplads og interaktivitet som Internet Movie Database tilbyder·.